# Operator alternatywny
Jeżeli edytujesz kod źródłowy, to aby uzyskać taki efekt: teoria, elektronem, Witolda Gombrowicza – twórz linki według składni: [[teoria]], [[elektron]]em, [[Witold Gombrowicz|Witolda Gombrowicza]].

Operator alternatywny – operator MNO, który tworzy nową sieć dystrybucyjną działającą pod inną niezależną marką handlową. Sieci takie nazywa się często sieciami alternatywnymi lub drugoplanowymi. Są to takie sieci dystrybucyjne jak Nju mobile, Heyah, Red Bull Mobile czy Plush. Na przykład Przedsiębiorca telekomunikacyjny – Operator infrastrukturalny Orange Polska S.A. jest właścicielem sieci dystrybucyjnej działającej pod marką Orange oraz drugiej alternatywnej sieci dystrybucyjnej działającej pod marką Nju mobile.
Operator MMO – Operator to Mobile Network Operator w skrócie MNO. Określenie oznacza dostawcę usług mobilnych lub przedsiębiorcę telekomunikacyjnego. Operator MNO musi posiadać lub kontrolować infrastrukturę telekomunikacyjną. Operator wirtualny MVNO (Mobile Virtual Network Operator). MVNO płaci za korzystanie z sieci operatora infrastrukturalnego MNO (Mobile Network Operator). Wysokość opłat zależy od ruchu w jego sieci.

## Modele współpracy MVNO z MNO[2]
Modele współpracy MVNO z MNO są podzielone ze względu na ilość funkcji (infrastruktury), które realizuje sam MVNO. Jest to bezpośrednio związane z kosztami, które poniesie MVNO. Jeżeli chce realizować więcej usług samodzielnie, korzystając np. tylko z sieci radiowej MNO, musi zainwestować więcej pieniędzy we własną infrastrukturę.
Wyróżniamy trzy podstawowe modele:
- Dostawca usług, odsprzedawca (Service Provider, reseller) – posiada własną sieć sprzedaży, marketing oraz obsługę klienta. Korzysta z usług oferowanych przed MNO, jednocześnie nie dodając swoich. MVNO korzystający z tego modelu współpracy ponosi najmniejsze koszty.

- Dostawca usług dodanych (Enhanced Service Provider)[[3]] – posiada własną sieć sprzedaży, marketing oraz obsługę klienta. Korzysta z usług oferowanych przed MNO. Wprowadza (często dzierżawiąc) nowe platformy technologiczne, dzięki którym oferuje użytkownikom dodatkowe usługi, nie oferowane przez MNO. Koszt wprowadzenia tego systemu zależy od ilości usług dodanych.

- Pełny operator wirtualny (Full MVNO) – posiada własne elementy sieci telekomunikacyjnej dzięki, którym oferuje szeroki zakres usług dodatkowych. Posiada odrębny zakres numeracyjny, przez co często jest postrzegany jako odrębny gracz na rynku. Często posiada własną obsługę kart SIM i podpisuje umowy roamingowe. Posiada wszystkie urządzenia teleinformatyczne oprócz sieci stacji bazowych. Ten wariant współpracy jest najbardziej kosztowny podczas wdrażania dla MVNO. Jednakże jest najtańszy w eksploatacji i oferuje najwięcej możliwości.

Operatorem alternatywnym może również być każdy lokalny operator dystrybucyjny, który dzierżawi sygnał LTE od operatora przemysłowego o częstotliwościach 3600 – 3800 MHz. Pierwszy z nich zakładał tradycyjny, równy podział pasma na cztery części, po 50 MHz dla każdego podmiotu. W drugim pojawiła się propozycja podziału czterech pasm po 80 MHz w zakresie 3480 – 3800 MHz oraz przeznaczenie pasma 3400 – 3480 MHz dla użytku lokalnego. Przy czym drugie rozwiązanie zakładałoby ograniczenia terytorialne. Nie obejmowałyby gmin, na których obowiązują rezerwacje z terminem ważności dłuższym niż 4 lata od dnia ogłoszenia przetargu na dany teren.

## Metoda dla operatorów alternatywnych NON – BRANDED OPERATOR (operator niemarkowany)
Jest to metoda rozwoju, która przewiduje budowę silnego operatora telekomunikacyjnego dostarczającego usługi na rzecz alternatywnych operatorów.
W tej strategii wyróżnia się następujące cechy :
- partnerska współpraca z operatorami,

- wprowadzanie innowacyjnych rozwiązań,

- optymalizacja rozwoju charakteryzująca się wyższą efektywnością i skutecznością działania.

- Współpraca z alternatywnymi operatorami telekomunikacyjnymi,

- Współpraca z podmiotami obsługującymi masowe rynki klientów indywidualnych,

- Wyszukiwanie nisz rynkowych,

- Efektywność kosztowa,

- Brak konfliktów z partnerami,

- Ogólnopolskie usługi stacjonarne w oparciu o model WLR – Ogólnopolskie usługi mobilne,

- Uzupełnienie portfolio produktowego partnerów,

Różnice między operatorem alternatywnym a wirtualnym polegają na tym iż operator wirtualny nie posiada swoje własnej infrastruktury
sieciowej ani własnego serwisu, operator wirtualny dzierżawi daną sieć bądź linie teletechniczną na danym lokalnym obszarze np. gminie.
Wszystkie nowe zmiany są na bieżąco korygowane i ogłaszane przez UKE (Urząd Komunikacji Elektronicznej).